# Bob Kehoe
Robert V. Kehoe (Saint Louis, 1928 – Saint Louis, 4 settembre 2017) è stato un calciatore, allenatore di calcio e giocatore di baseball statunitense.

## Biografia
Sposato con Eugenie Jane Whetzel, da cui ebbe quattro figli.
Nel 2002 è stato inserito nel famedio dello sport dello stato del Missouri.

## Carriera

### Calcio

#### Calciatore

##### Club
Formatosi nel St. Louis Billikens, dal 1965 al 1967 milita nel St. Louis Kutis.
Nel 1968 partecipa, nelle file degli St. Louis Stars, alla prima edizione della NASL, ottenendo il terzo posto della Gulf Division, non accedendo alla fase finale del torneo.

##### Nazionale
Kehoe indossò la maglia e la fascia di capitano degli Stati Uniti in quattro occasioni nelle fallite qualificazioni al campionato mondiale di calcio 1966.

#### Allenatore
Lasciato il calcio giocato diviene per un biennio allenatore del St. Louis Stars, non ottenendo risultati di rilievo: fu però il primo allenatore statunitense della North American Soccer League ed il primo a schierare una formazione totalmente formata da giocatori statunitensi, di cui molti originari di Saint Louis.
Diviene poi il commissario tecnico della nazionale statunitense, che guidò nelle fallimentari qualificazioni al Campionato CONCACAF 1973.
Lasciata la guida della nazionale, diviene l'allenatore della rappresentativa calcistica della Granite City High School.

### Baseball
Dopo aver giocato a calcio nell'università, divenne un giocatore di baseball professionista e giocò per sei anni nella Minor League Baseball con  
i Philadelphia Phillies, i Brooklyn Dodgers ed i St. Louis Cardinals.

## Statistiche

### Cronologia presenze e reti in Nazionale
| Cronologia completa delle presenze e delle reti in nazionale ― Stati Uniti | Cronologia completa delle presenze e delle reti in nazionale ― Stati Uniti | Cronologia completa delle presenze e delle reti in nazionale ― Stati Uniti | Cronologia completa delle presenze e delle reti in nazionale ― Stati Uniti | Cronologia completa delle presenze e delle reti in nazionale ― Stati Uniti | Cronologia completa delle presenze e delle reti in nazionale ― Stati Uniti | Cronologia completa delle presenze e delle reti in nazionale ― Stati Uniti | Cronologia completa delle presenze e delle reti in nazionale ― Stati Uniti |
| Data                                                                       | Città                                                                      | In casa                                                                    | Risultato                                                                  | Ospiti                                                                     | Competizione                                                               | Reti                                                                       | Note                                                                       |
| -------------------------------------------------------------------------- | -------------------------------------------------------------------------- | -------------------------------------------------------------------------- | -------------------------------------------------------------------------- | -------------------------------------------------------------------------- | -------------------------------------------------------------------------- | -------------------------------------------------------------------------- | -------------------------------------------------------------------------- |
| 7-3-1965                                                                   | Los Angeles                                                                | Stati Uniti                                                                | 2 – 2                                                                      | Messico                                                                    | Qual. Mondiali 1966                                                        | -                                                                          |                                                                            |
| 12-3-1965                                                                  | Città del Messico                                                          | Messico                                                                    | 2 – 0                                                                      | Stati Uniti                                                                | Qual. Mondiali 1966                                                        | -                                                                          |                                                                            |
| 17-3-1965                                                                  | San Pedro Sula                                                             | Honduras                                                                   | 0 – 1                                                                      | Stati Uniti                                                                | Qual. Mondiali 1966                                                        | -                                                                          |                                                                            |
| 21-3-1965                                                                  | Tegucigalpa                                                                | Honduras                                                                   | 1 – 1                                                                      | Stati Uniti                                                                | Qual. Mondiali 1966                                                        | -                                                                          |                                                                            |
| Totale                                                                     |                                                                            | Presenze                                                                   | 4                                                                          |                                                                            | Reti                                                                       | 0                                                                          |                                                                            |